# Raba (Slivno)
Raba falu Horvátországban, Dubrovnik-Neretva megyében. Közigazgatásilag Slivno községhez tartozik.

## Fekvése
Makarskától légvonalban 53, közúton 70 km-re délkeletre, Pločétől légvonalban 11, közúton 21 km-re délkeletre, községközpontjától légvonalban 3, közúton 10 km-re délnyugatra Neretva-folyó deltavidékén, az Adria-parti főút mentén fekszik.

## Története
A falu feletti magasabban fekvő területek már ősidők óta lakottak voltak, melyet a Szent Antal templomtól nyugatra és keletre található illír halomsírok is bizonyítanak. A török alóli felszabadítás után két hullámban a szomszédos Hercegovinából érkezett horvát ajkú lakosság telepedett itt le. Az első telepesek már 1686-ban megérkeztek és legelőször Opuzen környékét népesítették be. Slivno felszabadítása után népesültek be a slivnoi falvak. A második nagyobb hullám az ún. kis háború (1714-1718) idején érkezett. Már rögtön a felszabadulás után 1689-ben megalapították a slivno ravnoi plébániát. A velencei uralomnak 1797-ben vége szakadt és osztrák csapatok vonultak be Dalmáciába. 1806-ban az osztrákokat legyőző franciák uralma alá került, de Napóleon lipcsei veresége után 1813-ban újra az osztrákoké lett. A településnek 1880-ban 109, 1910-ben 160 lakosa volt. 1918-ban az új szerb-horvát-szlovén állam, majd később Jugoszlávia része lett. A második világháború idején a Független Horvát Állam része volt. A háború után a szocialista Jugoszlávia része lett. A második világháborút követően a Kis-Neretva és a tengerpart mentén több új település is létrejött, miközben a régi, magasabban fekvő települések kiürültek. A településnek 2011-ben 10 állandó lakosa volt.

## Népesség
| Lakosság változása | Lakosság változása | Lakosság változása | Lakosság változása | Lakosság változása | Lakosság változása | Lakosság változása | Lakosság változása | Lakosság változása | Lakosság változása | Lakosság változása | Lakosság változása | Lakosság változása | Lakosság változása | Lakosság változása | Lakosság változása |
| ------------------ | ------------------ | ------------------ | ------------------ | ------------------ | ------------------ | ------------------ | ------------------ | ------------------ | ------------------ | ------------------ | ------------------ | ------------------ | ------------------ | ------------------ | ------------------ |
| 1857               | 1869               | 1880               | 1890               | 1900               | 1910               | 1921               | 1931               | 1948               | 1953               | 1961               | 1971               | 1981               | 1991               | 2001               | 2011               |
| 0                  | 0                  | 109                | 138                | 130                | 160                | 0                  | 521                | 168                | 135                | 123                | 145                | 21                 | 15                 | 6                  | 10                 |

(1857-ben, 1869-ben és 1921-ben lakosságát Slivno Ravnohoz számították. 1991-ben lakossága Tuštevac kiválásával csökkent.)

## Nevezetességei
Páduai Szent Antal tiszteletére szentelt temploma 1700 körül épült. A mai Szent Antal szobor 1903-ban került a templomba. 1914-ben egy Szent József oltárt is emeltek, rajta a szent szobrával, de ezt 1977-ben helyszűke miatt megszüntették. 1925-ben a régi harangtornyot lebontották és ekkor készült a mai beton harangtorony, mely azonban nincsen összhangban a kőépülettel. Ma ezen át lehet bejutni a templomba.